# 종촌중학교
종촌중학교(宗村中學校)는 대한민국 세종특별자치시 종촌동에 있는 공립 중학교이다.

## 학교 연혁
- 2015년 3월 1일 : 종촌중학교 개교, 총 25학급
- 2019년 3월 1일 : 종촌중학교 35(1)학급 편성
- 2022년 3월 1일 : 제5대 유효종 교장 취임
- 2023년 1월 4일 : 제8회 졸업 324명 (총 2,057명)
- 2023년 3월 1일 : 종촌중학교 41(1)학급 편성
- 2023년 3월 2일 : 제9회 입학 364명

## 참고 자료
- 종촌중학교 - 한국교육학술정보원 학교알리미